# Kondenzor (optika)

Zrcadlo, zdroj světla, kondenzor a tepelný filtr v diaprojektoru

Kondenzor (z latinského condenso, zhušťuji) je větší spojná čočka nebo soustava čoček, která slouží k soustředění světla do rovnoměrného a rovnoběžného svazku. Užívá se v promítacích a zvětšovacích přístrojích, u mikroskopů, u světlometů, signálních svítidel a podobně.
Účelem kondenzoru je zachytit co největší část světla určitého zdroje (žárovka, výbojka, LED) a vytvořit z něho rovnoběžný svazek s rovnoměrnou intenzitou světla v celém jeho průřezu. Kondenzory mohou být běžné skleněné ploskovypuklé (většinou asférické) čočky, jež se montují plochou stranou směrem ke zdroji. Pro větší rozměry se často používá i Fresnelova čočka.